# Prochelator tupuhi
Prochelator tupuhi is een pissebed uit de familie Desmosomatidae. De wetenschappelijke naam van de soort is voor het eerst geldig gepubliceerd in 2008 door Saskia Brix & Bruce.